# Heinkel HeS 30
L'Heinkel HeS 30 (sigla derivata da "Heinkel Strahltriebwerk"-Heinkel motore a getto), o 109-006 secondo la nomenclatura del RLM, fu un motore aeronautico turbogetto sviluppato in Germania durante la seconda guerra mondiale disegnato da Adolf Müller e costruito dalla Heinkel.

## Storia del progetto
Tra i primi studi di motore turbogetto avviati presso la Junkers prima del 1938, figurava un progetto di Müller che prometteva una buona spinta con un modesto ingombro. Il compressore assiale a soli cinque stadi progettato da Rudolph Friedrich e provato al banco verso la fine del 1938, però, non confermò le aspettative e lo sviluppo di questo motore fu abbandonato per quello che successivamente porterà allo Jumo 004 nel 1939. Nell'ottobre dello stesso anno Müller passò alla Heinkel, dove si stava definendo la motorizzazione del He 280, il primo caccia bimotore a getto progettato dall'azienda. Fu deciso quindi di affiancare all'HeS 8 (dotato di compressore centrifugo) quello dell'HeS 30 come motorizzazione alternativa, favorito anche dalla sua minore sezione frontale. Lo sviluppo dell'HeS 30 proseguì nella fabbrica Heinkel a Stoccarda con tutto il team dedicato al disegno del compressore assiale.
Furono ordinati tre esemplari dal RLM sotto la designazione 109-006, ma notevoli problemi nella progettazione e costruzione del compressore ritardarono l'inizio delle prove al banco all'aprile del 1942. Nonostante le successive dimissioni di Müller, i lavori di sviluppo continuarono fino alla fine del 1942, quando Helmut Schelp del RLM impose alla Heinkel di abbandonare ogni sviluppo di motori di Classe I (fino a 1000 kgf di spinta) per dedicarsi ad uno di classe superiore (l'HeS 11). L'idea era che nonostante l'HeS 30 avesse già dimostrato fin dalle prime prove migliori rapporti spinta-peso e consumi specifici rispetto ai meno avanzati ma già disponibili Jumo 004 e BMW 003, l'ulteriore sviluppo di un progetto partito in ritardo avrebbe drenato preziose risorse dalla produzione di un motore di spinta maggiore necessario ai nuovi progetti di bombardieri pesanti. L'HeS 30 non fu però mai accantonato del tutto e modifiche sporadiche e prove al banco continuarono fino al 1945 quando fu raggiunta una spinta di 910 kgf.
Dall'HeS 30 fu derivata una versione (HeS 40) caratterizzata da un inusuale ciclo di combustione a volume costante che però non andò oltre la fase di studio preliminare.

## Tecnica
Il compressore assiale a cinque stadi era caratterizzato da un grado di reazione di 0,5 che suddivideva il lavoro di compressione a metà tra la parte statorica e quella rotorica. La maggior parte degli altri compressori assiali sviluppati in Germania, infatti, erano del tipo ad impulso (o a grado di reazione nullo), con le palette statoriche che assolvevano completamente al lavoro di compressione. Era in grado di fornire un rapporto di compressione di 3:1.
Le camere di combustione erano costituite da dieci tubi di fiamma indipendenti tra loro che immettevano i gas di scarico in una inedita turbina a stadio singolo con palette statoriche in ingresso a geometria variabile. Anche l'ugello di scarico era a geometria variabile, una soluzione comune sui motori a compressore assiale per ottimizzare le portate all'interno del motore a seconda del regime di funzionamento, specialmente all'avviamento e alla massima velocità al di sopra di una certa quota.

## Velivoli utilizzatori
Germania
- Heinkel He 280 (previsto)